# Simplicidade divina
Em teologia, simplicidade divina é o atributo segundo o qual os atributos de Deus não se distinguem da sua essência, isto é, não são alguma coisa adicionada a Deus. Desta maneira, a justiça, em Deus, não é alguma coisa lhe adicionada, mas justamente é da sua essência.  
Mas vale ressaltar que ainda que algumas coisas estejam em Deus como não adicionadas a ele, mas como não distintas dele, não significa que essas coisas são o mesmo que ele. Por exemplo, a ideia de uma pedra, em Deus, não é algo adicionado a Ele, mas não é dito que Deus é uma ideia de uma pedra; porque por "ideia de uma pedra" não reconhecemos Deus, mas somente a pedra, e, desta maneira, pode acontecer que algumas coisas que estejam em Deus não como adicionadas a Ele não designam a sua essência, ainda que não sejam distintas dela.